# Mouterre-sur-Blourde
Mouterre-sur-Blourde – miejscowość i gmina we Francji, w regionie Nowa Akwitania, w departamencie Vienne.
Według danych na rok 1990 gminę zamieszkiwało 180 osób, a gęstość zaludnienia wynosiła 9 osób/km² (wśród 1467 gmin regionu Poitou-Charentes, Mouterre-sur-Blourde plasuje się na 815. miejscu pod względem liczby ludności, natomiast pod względem powierzchni na miejscu 400.).